# 88 Velorum
88 Velorum (H Velorum) é uma estrela na direção da Vela. Possui uma ascensão reta de 08h 56m 19.28s e uma declinação de −52° 43′ 24.6″. Sua magnitude aparente é igual a 4.68. Considerando sua distância de 376 anos-luz em relação à Terra, sua magnitude absoluta é igual a −0.63. Pertence à classe espectral B5V.